# Raimon Vives i Gironès
Raimon Vives Gironès (Barcelona, 1896 – Mèxic, 1945) fou un jugador de billar i directiu.
Fou un dels introductors del billar com esport a Catalunya i per extensió a tot l'estat espanyol. Com a jugador va ser campió d'Espanya en categoria lliure en tres ocasions (1927, 1928, 1929) i una en quadre 47/2 (1930), entre altres modalitats. D'altra banda, impulsà la creació del Club de Billar Barcelona (1927) i fou el primer president de l' Associació Catalana d'Aficionats al Billar precedent de la Federació Catalana de Billar (1928-29) i també va ser el primer president de la Federació Espanyola quan aquesta va néixer el 1928. Presidí la Federació Catalana d'Escacs entre els mesos de maig i novembre de 1929, esport que coneixia molt bé perquè el Club Billar Barcelona compartia seu amb el Club d'Escacs Barcelona. Durant el seu mandat en la FC d'Escacs, es va disputar entre el 26 de setembre i l'11 d'octubre de 1929, el Torneig Internacional de l'Exposició de Barcelona a Montjuïc, al qual van participar jugadors de primer nivell mundial i que va guanyar l'excampió del món cubà José Raúl Capablanca. El 1930 va ser sancionat a perpetuïtat per la Federació Espanyola de Billar acusat de professionalisme. També va fundar la Unión Nacional de Jugadores de Billar, que va tenir una vida efímera, i en començar la Guerra Civil es va exiliar a l'Argentina.